# Веннергрунд, Феликс
Феликс Веннергрунд (швед. Felix Wennergrund; род. 26 марта 2001) — шведский футболист, защитник клуба «Вернаму».

## Клубная карьера
Начинал заниматься футболом в клубе «Тёлё», где провёл десять лет. Затем выступал за «Унсалу» и «Усбю». Летом 2018 года присоединился к молодёжной команде «Вернаму». 21 июня 2020 года в игре первого шведского дивизиона с «Линдоме», заменив в середине второго тайма Чарли Виндехалля. По итогам года на счету Веннергрунда было 13 матчей за основной состав. В результате чего в декабре с ним был подписан первый профессиональный контракт на один год. В сезоне 2021 года провёл три матча в Суперэттане. По итогам сезона клуб занял первую строчку в турнирной таблице и впервые в своей истории вышел в Алльсвенскан. 11 апреля дебютировал в чемпионате Швеции во встрече с «Сириусом», выйдя на поле на 70-й минуте вместо Вендерсона Оливейры.

## Достижения
Вернаму:
- Победитель Суперэттана: 2021

## Клубная статистика
| Выступление      | Выступление      | Выступление      | Лига | Лига | Кубки | Кубки | Конт. кубки | Конт. кубки | Итого | Итого |
| Клуб             | Лига             | Сезон            | Игры | Голы | Игры  | Голы  | Игры        | Голы        | Игры  | Голы  |
| ---------------- | ---------------- | ---------------- | ---- | ---- | ----- | ----- | ----------- | ----------- | ----- | ----- |
| Вернаму          | Дивизион 1       | 2020             | 13   | 0    | 0     | 0     | 0           | 0           | 13    | 0     |
| Вернаму          | Суперэттан       | 2021             | 3    | 0    | 1     | 0     | 0           | 0           | 4     | 0     |
| Вернаму          | Алльсвенскан     | 2022             | 1    | 0    | 2     | 0     | 0           | 0           | 3     | 0     |
| Вернаму          | Итого            | Итого            | 17   | 0    | 3     | 0     | 0           | 0           | 20    | 0     |
| Всего за карьеру | Всего за карьеру | Всего за карьеру | 17   | 0    | 3     | 0     | 0           | 0           | 20    | 0     |